# Mossoró (gemeente)
Mossoró is een stad en gemeente die deel uitmaakt van de staat Rio Grande do Norte in Brazilië.
Het bewonersaantal is 295.619. Midden door de stad loopt de Rio Mossoró.
De plaats is zetel van het rooms-katholieke bisdom Mossoró.

## Geschiedenis
Waarschijnlijk ligt de oorsprong van de naam bij de eerste bewoners, namelijk de indianenstam "monxorós".

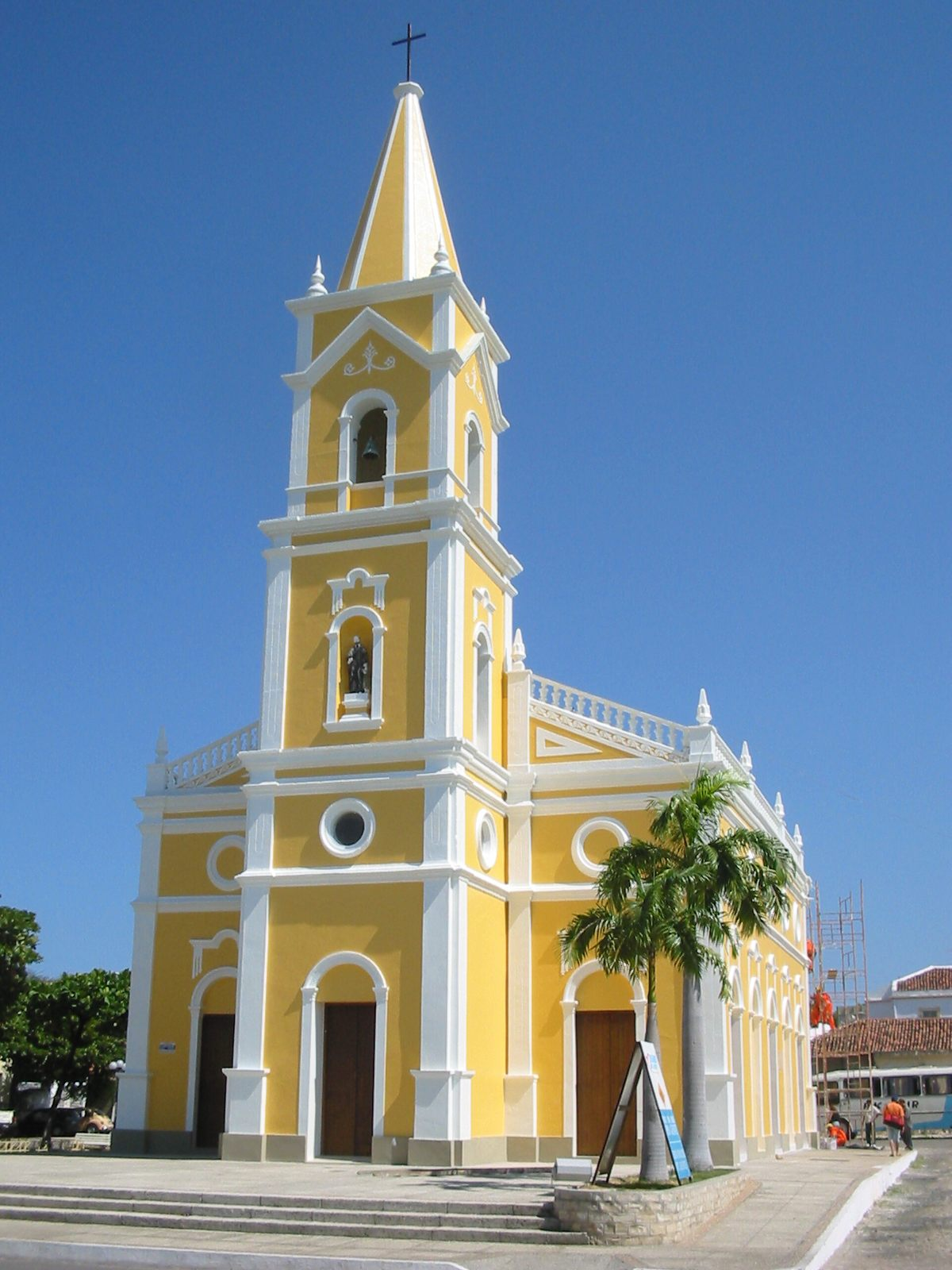
Katholieke kerk São Vicente in Mossoró

Mossoró is beroemd om zijn eigen "Robin Hood" genaamd "Lampião", het verhaal speelt zich af in de jaren 1920 tot '30. Hij leidde er een bende "cangaceiros" die het noordoosten van Brazilië onveilig maakten. In het jaar 1927 vond er in Mossoró een historisch gevecht  plaats tussen de soldaten van het Braziliaanse leger en de bende van Lampião, waarbij het grootste deel van de bevolking de stad moest ontvluchten.

## Aangrenzende gemeenten
De gemeente grenst aan Areia Branca, Assu, Baraúna, Governador Dix-Sept Rosado, Grossos, Serra do Mel, Tibau, Upanema en Aracati (CE).

## Economie
Mossoró is economisch belangrijk door zijn zout-, olie- en cementontginning.
Petroleum is tegenwoordig voor de economie van Mossoró en de staat Rio Grande do Norte het belangrijkste product. Met zijn 3500 operationele bronnen worden er ongeveer 47.000 barrels per dag ontgonnen. De zoutproductie staat voor 50% van de nationale productie, In het jaar 2000 werd 746.078 ton geëxporteerd, waarvan 441.939 ton naar Nigeria, 245.939 naar de Verenigde Staten en de resterende 58.200 ton naar Venezuela, Uruguay en België.

## Politiek
Het was ook de stad die voor het eerst, in Latijns-Amerika vrouwen toeliet om te stemmen. In 1928 richtte Professor "Celina Guimarães Viana" een beweging op, dit samen met andere steden en staten van Brazilië, die voorstander was van vrouwenstemrecht. Dit leidde in het jaar 1934 tot de officiële erkenning van vrouwelijke stemming door de federatie.